# Polycarpe Pavloff
Polycarpe Pavloff (russisch Поликарп Арсеньевич Павлов Polikarp Arsenjewitsch Pawlow; * 23. Februarjul. / 7. März 1885greg. in Ryby, Russisches Kaiserreich; † 26. April 1974 in Chelles bei Paris) war ein russischer Schauspieler, der in Russland, Deutschland, Frankreich, Jugoslawien und weiteren Ländern lebte und wirkte.

## Leben
Polikarp Pawlow war seit 1908 beim berühmten Moskauer Künstlertheater (MChAT) als Schauspieler tätig.  Nach Beginn des russischen Bürgerkrieges spielte er seit 1919  am Theater in Odessa und zog dann mit einer Auslandsgruppe des MChAT durch Mittel- und Westeuropa, wo er ab 1921 auch in einigen deutschen Stummfilmen mitwirkte.
Seit 1925 lebte er als Polycarpe Pavloff in Paris, seit 1935 in Belgrad in Jugoslawien. Danach unternahm er Tourneen durch verschiedene europäische Länder und die USA.
Seit 1944 war Polycarpe Pavloff am Dramatischen Theater, seit 1947 am Russischen Theater in Prag (oder Paris?). Danach lebte er in Paris, wo er eine Schauspielschule mit seiner Frau Vera Grech führte und in russischen Theatergruppen spielte. 1963 gab er seine letzte Vorstellung im Alter von 78 Jahren.
1974 starb Polycarpe Paxloff im Russischen Haus in Chelles bei Paris. Er wurde auf dem bekannten russischen Emigrantenfriedhof in Sainte-Geneviève-des-Bois bestattet, wie auch seine Frau  Vera Grech (Вера Мильтиадовна Греч, 1893–1974).

## Filmografie
Er wirkte in insgesamt 37 Kinofilmen in Russland, Deutschland, Frankreich, Großbritannien und den USA mit.
Russland
(als Polikarp Pawlow)
- 1914  Произведение искусства (Proiswedenie iskusstwa)
- 1916 Без вины виноватые (Bes winy winowatye, Ohne Schuld schuldig)
- 1916 Вражья сила (Wraschja sila)
- 1916 Метресса Его Превосходительства (Metressa Ego Prewoschoditelstwa)
- 1916 На бойком месте (Na boikom meste)
- 1916 Пиковая дама (Pikowaja dama, Pique Dame)
- 1916 Сорок лет (Sorok let, Vierzig Jahre)
- 1917 Венок смерти (Wenok smerti)
- 1917 Женщина-вампир (Die Vampirin)
- 1917 И смерть была им суждена (I smert byla im suschdena)
- 1917 Когда его час настанет (Kogda ego tschas nastanet)
- 1917 Не надо крови (Ne nado krowi)
- 1917 Отец Сергий (Otez Sergij, Vater Sergius) , Pförtner des Klosters, online
- 1918 Сатана ликующий (Satana likujuschtschij)
- 1918 А он, мятежный, ищет бури... (A on, mjateschnyj, ischtschet bury)
- 1918 Богатырь духа (Bogatyr ducha)
- 1918 Дармоедка (Darmoedka)
- 1918 Его преступление (Ego prestuplenie)
- 1918 Золотая осень (Solotaja osen, Goldener Herbst)
- 1918 И огонь сошел с небес (I ogon soschol s nebes)
- 1918 Малютка Элли (Maljutka Elli)
- 1918 Не уступлю (Ne ustuplju)
- 1918  Станционный смотритель (Stanzionnyj smotritel)
- 1918 Четвертая жена (Tschetwertaja schena)
- 1918 Я буду там... (Ja budu tam)
- 1919 Рабочий Шевырев (Rabotschij Schewyrew) , Kurzfilm
- 1919 Товарищ Абрам  (Towarischtsch Abram, Genosse Abram)
- 1919 Три портрета (Tri portreta, Drei Porträts)

Deutschland
(als Pawel Pawlow)
- 1922 Es leuchtet meine Liebe, als Der Wolfsdiktator
- 1923 I.N.R.I.
- 1923 Raskolnikow, als Porphyrius Petrowitsch
- 1924 Die Macht der Finsternis, als Akim
- 1926 Geheimnisse einer Seele, als Doktor Ort, Psychoanalytiker

Weitere Länder
(als Polycarpe Pavloff)
- 1927 Die Apachen von Paris, (Frankreich, Deutschland)
- 1927 Casanova, (Frankreich), als Inquisitor
- 1953 Innocents in Paris / Week-end à Paris (Großbritannien, Frankreich)
- 1956 Anastasia (USA), als Schischkin
- 1960 Austerlitz (Frankreich, Italien, Jugoslawien, Liechtenstein), als Kutusow